# Joe Tabiri
Joe Tabiri, född 16 oktober 1989, är en engelsk fotbollsspelare (mittfältare) som spelar för Linero IF.

## Karriär
Tabiri har spelat för Protec och för Barnet FC i Herts Senior Cup till vilken han varit utlånad. I maj 2008 skrev han på ett kontrakt för Barnet FC som gällde fram till 2010.
Den 26 januari 2008 gjorde han debut för Farnborough FC där han var på lån. Totalt blev det 4 matcher och 1 mål innan lånet avslutades den 9 februari 2008.. Därefter har flera låneperioder ägt rum i de lägre divisionerna.
Inför säsongen 2016 värvades Tabiri av svenska Torns IF. Han spelade 16 matcher i Division 2 2016. Inför säsongen 2017 gick Tabiri till Veberöds AIF. Han spelade 18 matcher och gjorde tre mål i Division 4 2017. Säsongen 2018 spelade Tabiri 21 matcher och gjorde 13 mål.
Inför säsongen 2019 blev Tabiri klar som huvudtränare i division 5-klubben Lunds SK. Han gjorde även sex mål på 11 matcher för klubben under säsongen 2019. Inför säsongen 2020 fick Tabiri en hjälptränarroll i Linero IF. Han spelade även 11 matcher och gjorde två mål i Division 5 2020 då Linero blev uppflyttade till Division 4. Säsongen 2021 spelade Tabiri 21 matcher och gjorde fem mål.